# Renault Twingo
Renault Twingo er en firepersoners mikrobil fra den franske bilfabrikant Renault. Den første modelgeneration kom på markedet i foråret 1993, og efterfølgende er der sket modelskift i 2007 og 2014.
De to første generationer har tværliggende frontmotor og forhjulstræk, mens den tredje generation har centermotor og baghjulstræk.

## Navnets oprindelse
Navnet Twingo er et fantasiord skabt af tekstforfatteren Manfred Gotta og sammensat af ordene "Twist", "Swing" og "Tango". Renault ville i Twingo forene to (en. twin) biltyper (mikrobil og MPV).

## De enkelte generationer
- Twingo I
1993−2007
- Twingo II
2007−2014
- Twingo III
2014−